# Leão de São Marcos Esporte Clube
O Leão de São Marcos Esporte Clube é um clube de futebol brasileiro com sede em Nova Venécia no Espírito Santo.
É conhecido nacionalmente como Leão de São Marcos, mas em sua cidade ele é chamado pelos torcedores simplesmente de Leão. Foi fundado em 9 de fevereiro de 1955, tendo por cores do seu uniforme, assim como na bandeira nacional, o verde, que representa nossas florestas, e o amarelo, que representa o ouro. Seu escudo é composto de um Leão Alado,que homenageia a cidade de Veneza, na Itália . No ano de 1977, foi eleito pela Revista Placar como o clube com o nome mais bonito do Brasil.

## História
O Leão de São Marcos, fundado em 1955, é um dos clubes mais tradicionais da cidade de Nova Venécia, tendo disputado alguns Campeonatos Capixabas Profissionais, por volta da década de 70, quando receu o título de Clube com o nome mais bonito do Brasil.
No começo de 2000, Leão de São Marcos, AA Nova Venécia e Veneciano FC se uniram formando o Sociedade Esportiva Veneciano, clube-empresa de Nova Venécia. Com a falência da SE Veneciano, a fusão foi desfeita e hoje o Leão disputa a Copa Norte de Futebol Amador.